# 科威特驻上海总领事馆
科威特国驻上海总领事馆（阿拉伯语：‎）设立于中国上海市，是科威特在中国设立的第三个总领事馆。

## 历史沿革
首任总领事米沙勒曾于2018年被选中赴上海参加中阿改革与发展研究中心的专业课程。回国后，他向科威特表达了在上海设立领事机构的重要性。总领事馆于2019年9月16日开馆。科威特设馆的主要目的是加强两国经贸合作。在此之前，科威特在香港和广州设有总领事馆。
2022年7月，总领事馆新馆在陆家嘴时代金融中心现址揭牌。

## 领区
领区包括上海市、江苏省、浙江省和安徽省。  

## 历任总领事
- 米沙勒·穆斯塔法·谢马利（Mishal Al-Shamali）：2019年9月-2024年[7]
- 安奈斯·塔利布·马拉菲（Anas Marafi）：2024年2月至今[8][9]